# سلوم انجليل الدمشقي
سلوم انجليل الدمشقي ( 1845م - 1918م ) موسيقي وعازف بارع سوري ولد في دمشق سنة 1845 ميلادي واشتهر كعازف على آلة العود وآلة القانون ويعد من الموسيقيين الكبار في عصره وأستاذ مرجعي بالفن، كان اهتمامه بالفن كبيرا ودرس على يديه الكثير من الفنانين والموسيقيين. توفى في دمشق سنة 1918م.